# Xanthoxenite
La xanthoxenite è un minerale.